# Pedro de Ursúa
Pedro de Ursúa (né dans la vallée de Baztan en 1526 et assassiné en expédition sur le Marañón et l'Amazone le 10 janvier 1561) est un conquistador basque-espagnol, du XVIe siècle, fondateur de la ville colombienne de Pamplona.

## Biographie
En 1545, il est nommé lieutenant du gouvernement du Nouveau Royaume de Grenade par son oncle, le juge Miguel Diez de Armendáriz. Sa première action est de destituer Montalvo de Lugo, gouverneur de Santa Fe. Détaché a la pacification des Panches, peuple amérindien d'origine Caraïbe, il est envoyé en mission par Armendáriz pour reconnaître le nord du nouveau royaume, où il crée Pamplona le 1er novembre 1549, d'après le nom de la ville navarraise.
À son retour à Santa Fe, l'audience royale le charge de pacifier le pays des Muzos, peuple colombien de la zone occidentale du département de Boyacá, dans le centre du pays. Battant les Muzos, Ursúa fonde la ville de Tudela, laquelle est détruite peu de temps après par les indiens vaincus. Ursúa  accepte ensuite la charge de grand justicier à Santa Marta avec l'objectif de pacifier les Tayrones, peuple précolombien de la famille Chibcha. À son retour son oncle Armendáriz est assigné à résidence et des accusations pèsent pendant quelque temps sur Ursúa en personne, sans que cela ne gène trop sa carrière.
En effet, il est de nouveau nommé grand justicier au service d'Andres Hurtado de Mendoza, premier marquis de Cañete, qui vient d'être nommé nouveau vice-roi du Pérou, avec l'objectif de réprimer la rébellion des Cimarrons au Panama menée par Bayano. À la suite d'une épuisante campagne qui aboutit a une négociation finale entre les Espagnols et les Cimarrons, le leader de ces derniers, Bayano, est arrêté et jugé en Espagne.
À la suite du succès de l'expédition, Ursúa accompagne Hurtado de Mendoza à Lima. Il organise là-bas une expédition pour trouver l'Eldorado par la rivière Marañón, découverte quelques années plus tôt par Francisco de Orellana. À l'instigation de Lope de Aguirre, plusieurs expéditionnaires attaquent Ursúa le 1er janvier 1561, le tuant ainsi que sa maîtresse doña Inés de Atienza, qu'il avait emmenée avec lui. Aguirre prend ensuite la direction de l'expédition, qu'il continue en se proclamant en rébellion contre la couronne d'Espagne.

## Ursúa dans la fiction
- Pedro de Ursúa est interprété par Ruy Guerra dans le film Aguirre, la colère de Dieu (1972) de Werner Herzog.
- Pedro de Ursúa est interprété par Lambert Wilson dans le film El Dorado de Carlos Saura (1988).
- Pedro de Ursúa est le protagoniste de la série Ursúa de l'écrivain colombien William Ospina[4].